# Koszovó az olimpiai játékokon
Koszovó először a 2016-os nyári olimpiai játékokon vett részt.
A Koszovói Olimpiai Bizottságot 1992-ben alapították. 2014. október 22-én a Nemzetközi Olimpiai Bizottság ideiglenesen elismerte Koszovót. 2014. december 9-én a NOB teljes jogú tagja lett, így az ezt követő olimpiai játékokon már önálló csapattal vehet részt. Koszovó lett a NOB 205. tagja.
Az első érmet, ami aranyérem volt, Majlinda Kelmendi nyerte cselgáncsban.

## Érmesek
| Érem  | Név               | Olimpia              | Sport     | Versenyszám    |
| ----- | ----------------- | -------------------- | --------- | -------------- |
| Arany | Majlinda Kelmendi | 2016, Rio de Janeiro | Cselgáncs | Női harmatsúly |
| Arany | Distria Krasniqi  | 2020, Tokió          | Cselgáncs | Női légsúly    |
| Arany | Nora Gjakova      | 2020, Tokió          | Cselgáncs | Női könnyűsúly |

## Éremtáblázatok

### Érmek a nyári olimpiai játékokon
| Olimpia              | Arany | Ezüst | Bronz | Összesen |
| 2016, Rio de Janeiro | 1     | 0     | 0     | 1        |
| 2020, Tokió          | 2     | 0     | 0     | 2        |
| Összesen             | 3     | 0     | 0     | 3        |

## Érmek sportáganként

### Érmek a nyári olimpiai játékokon sportáganként
| Koszovó érmei a nyári olimpiai játékokon sportáganként | Koszovó érmei a nyári olimpiai játékokon sportáganként | Koszovó érmei a nyári olimpiai játékokon sportáganként | Koszovó érmei a nyári olimpiai játékokon sportáganként | Az olimpiai zászlaja |

| Sportág   | Arany | Ezüst | Bronz | Összesen |
| --------- | ----- | ----- | ----- | -------- |
| Cselgáncs | 3     | 0     | 0     | 3        |
| Összesen  | 3     | 0     | 0     | 3        |